# Comuna Sønderborg (1970-2006)
Sønderborg (Sønderborg Kommune) a fost o comună din comitatul Sønderjyllands Amt, Danemarca, care a existat între anii 1970-2006. Comuna avea o suprafață totală de 54,45 km² și o populație de 30.257 de locuitori (în 2004), iar din 2007 teritoriul său face parte din comuna Sønderborg.
1. ↑  Danske borgmestre 1970-2018 (PDF)